# Colin McDonald
Colin Agnew McDonald (født 15. oktober 1930 i Bury, England) er en tidligere engelsk fodboldspiller (målmand).
McDonald spillede primært hos Burnley F.C., som han var tilknyttet i hele 12 år. Han var med til at vinde det engelske mesterskab med klubben i 1960, det seneste mesterskab Burnley har vundet.
McDonald spillede desuden otte kampe for det engelske landshold. Hans første landskamp var et opgør mod Sovjetunionen 18. maj 1958, hans sidste en kamp mod Wales 26. november samme år. Han var en del af det engelske hold der deltog ved VM i 1958 i Sverige, og spillede alle landets fire kampe i turneringen.

## Titler
Engelsk mesterskab
- 1960 med Burnley F.C.